# NEO (криптовалюта)
NEO (ранее известный как Antshares) — некоммерческий проект, включающий в себя блокчейн и одноименную криптовалюту, целью которого является создание «умной экономики». Первый блокчейн-проект с открытым исходным кодом, который был разработан и находится в Китае. Эмиссия токена NEO составляет 100 миллионов единиц.
Механизм написания смарт-контрактов NeoContract поддерживает такие языки программирования, как C#, VB.Net, F#, Java, Kotlin и Python.

## История
Проект основан в июне 2014 года под названием Antshares. В 2015 году было проведено ICO, по итогам которого было собрано примерно 28 миллионов долларов. В августе 2017 года название проекта было окончательно сменено на NEO.